# Зюйдвестка

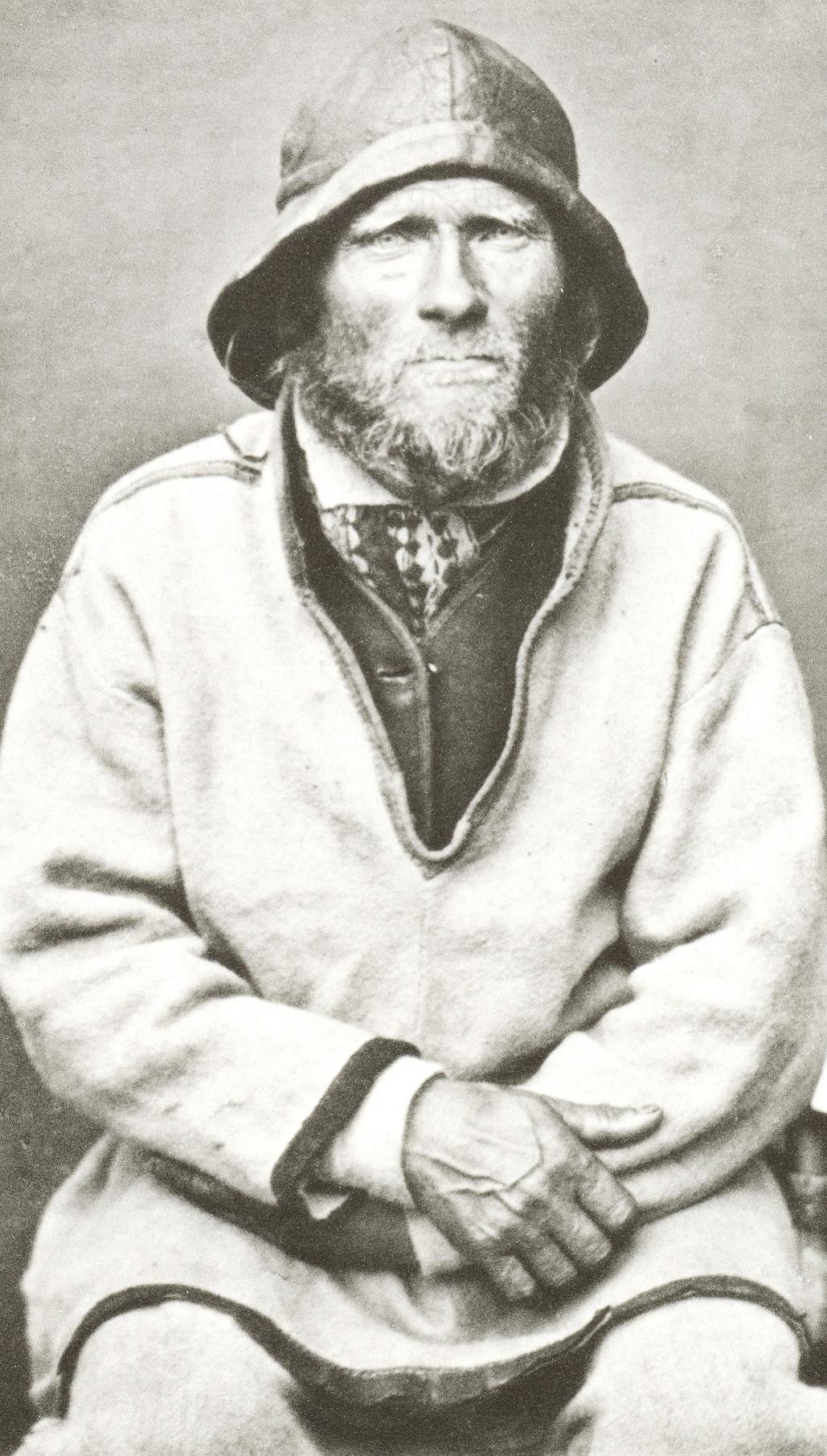
Моряк в зюйдвестке

Зюйдве́стка (нидерл. zuidwester) — традиционный морской головной убор, входящий в комплект непромокаемого штормового костюма. Происхождение названия связывают с юго-западным ветром (зюйд-вест), который в северных широтах всегда сопровождается выпадением обильных дождевых осадков.
Обычно зюйдвестка имеет вид круглой мягкой широкополой шляпы, сделанной из плотной водонепроницаемой ткани и оснащённой креплением на шее. Передняя часть полей зюйдвестки как правило имеет возможность откидываться вверх. Кроме головного убора, зюйдвестками также называют широкие непромокаемые плащи, которые имеют капюшон характерной формы.
Зюйдвестки используются моряками и рыбаками, они является частью непромокаемого костюма, в частности, их носили поморы, позаимствовавшие их у норвежцев наряду с брезентовыми куртками-роканами и штанами (буксами). В советском военно-морском флоте зюйдвестки не применяются начиная с 60-х годов XX века, а для их замены элементом форменной одежды стали капюшоны.
В различных культурах мира существует несколько пословиц и поговорок, связанных с этим головным убором. Так, согласно английской пословице: «Как дует ветер, так и надевай зюйдвестку», а в соответствии с польской: «Моряку зюйдвестка важнее, чем фата невесте».